# Copamiento del Batallón de Comunicaciones 141
El copamiento del Batallón de Comunicaciones de Comando 141 (B Com Cdo 141) fue una acción del Ejército Revolucionario del Pueblo (ERP) en esa unidad táctica del Ejército Argentino con asiento de paz en los cuarteles del Parque Sarmiento en Córdoba el 18 de febrero de 1973.

## Contexto
En la Argentina gobernaba la dictadura militar del general Alejandro Agustín Lanusse con elecciones llamadas para el 11 de marzo de 1973. El Batallón de Comunicaciones de Comando 141 (B Com Cdo 141) es una unidad táctica del Ejército Argentino con asiento de paz en los cuarteles del Parque Sarmiento en Córdoba y con dependencia orgánica del III Cuerpo de Ejército.

## El copamiento
Fue una breve ocupación de las instalaciones por el espacio de cuatro horas por la Compañía "Decididos de Córdoba" del ERP (unos 40 guerrilleros), dominando a los 50 efectivos de la guarnición militar sin derramar sangre. El ingreso fue facilitado por la colaboración de un soldado militante del ERP. Así, los guerrilleros se hicieron con gran cantidad de fusiles FN FAL 7,62 mm, pistolas ametralladoras PAM 9 mm, y pistolas 11,25 mm, con la munición, y dos ametralladoras pesadas 12,7 mm. Los guerrilleros partieron con el armamento cargado en un pequeño camión militar Unimog.

## Consecuencias
Esta acción causó conmoción en el gobierno militar, en la provincia de Córdoba y en la persona del general Alejandro Agustín Lanusse y fue considerada la más grave de esos años.
El órgano de difusión Estrella Roja del PRT-ERP emitió su parte de guerra correspondiente y un número extra de la revista titulado "Armas para el pueblo" (28 de febrero de 1973) poniendo de manifiesto la acción con detalle del armamento "recuperado" de la sala de armas.